# Cuarteto de cuerda n.º 14 (Dvořák)
El Cuarteto de cuerda n.º 14 en la ♭ mayor, Op. 105, B. 193, fue el último cuarteto de cuerda completado por Antonín Dvořák, aunque fue publicado antes que su cuarteto de cuerda n.º 13 (que apareció con el número de opus superior Op. 106). Dvořák terminó su decimocuarto cuarteto en 1895, tras su regreso a Bohemia después de su visita a Estados Unidos. La gestación del cuarteto había comenzado realmente en Estados Unidos y duró seis meses, lo que fue bastante prolongado para el compositor. Este cuarteto marcó un punto importante en el desarrollo de Dvořák porque se dedicaría casi exclusivamente a escribir música programática explícita, es decir, poemas sinfónicos y óperas, posteriormente.
El cuarteto se estrenó el 20 de octubre de 1896.

## Estructura
Con una duración de entre 30 y 35 minutos, los cuatro movimientos son los siguientes:
- Adagio ma non troppo — Allegro appassionato

Comienza con un solo de violonchelo y luego se unen el resto de instrumentos.
- Molto vivace|Lento e molto cantabile

El tema principal proviene de una coral compuesta por Dvořák durante las Navidades de 1895.
- Allegro non tanto

El tema principal se repite en el poema sinfónico de Dvořák El canto del héroe, op. 111, B. 199, en 1897. El movimiento comienza con algunas frases angustiadas del violonchelo antes de evolucionar rápidamente en un alegre baile.